# ФК Престон Норт Енд
ФК Престон Норт Енд (енгл. Preston North End Football Club)  је професионални фудбалски клуб из Престона, Енглеска. Тренутно наступа у Чемпионшипу, другом рангу енглеског фудбала.
Клуб је основан 1880. године. Престон Норт Енд је био један од оснивача  Фудбалске лиге Енглеске 1888, прве професионалне фудбалске лиге на свету. У првој сезони такмичења постали су прваци. Исте сезоне су освојили ФА куп, победивши у финалу Вулверхемптон са 3:0. ФА куп су такође освојили 1938. године, пошто су у финалу били бољи од Хадерсфилд Тауна са 1:0. Од оснивања домаће утакмице игра на стадиону Дипдејл.

## Успеси

### Лига
Прва дивизија (тренутно Премијер лига)
- Првак (2): 1888/89, 1889/90.
- Вицепрвак (6): 1890/91, 1891/92, 1892/93, 1905/06, 1952/53, 1957/58.

Друга дивизија (тренутно Чемпионшип)
- Првак (3): 1903/04, 1912/13, 1950/51.
- Вицепрвак (2): 1914/15, 1933/34.
- Финалиста плеј офа (2): 2000/01, 2004/05.

Трећа дивизија (тренутно Прва фудбалска лига)
- Првак (2): 1970/71, 1999/00.
- Победници плеј офа (1): 2014/15.

### Куп
ФА куп
- Освајачи (2): 1888/89, 1937/38.
- Финалисти (3): 1921/22, 1953/54, 1963/64.

ФА Черити шилд (2)  (тренутно Комјунити шилд)
- Финалисти (1): 1938.

Ратни куп Фудбалске лиге Енглеске
- Освајачи (1): 1940/41.